# 헤일리 기요코
헤일리 키요코 앨크로프트(영어: Hayley Kiyoko Alcroft, 1991년 4월 3일 ~ )는 미국의 배우이자 가수이다.

## 출연작 목록
- 인시디어스 3

## 음반 목록

### EP
- A Belle to Remember (2014)
- This Side of Paradise (2015)
- Citrine (2016)

## 같이 보기
- 대중음악의 별명 목록